# Бер Лејк (округ Манисти, Мичиген)
Бер Лејк (енгл. Bear Lake, Manistee County) град је у америчкој савезној држави Мичиген.

## Демографија
По попису из 2010. године број становника је 286, што је 32 (-10,1%) становника мање него 2000. године.
| Група             | 2000.       | 2010.       |
| Белци             | 289 (90,9%) | 268 (93,7%) |
| Афроамериканци    | 0 (0,0%)    | 0 (0,0%)    |
| Азијати           | 8 (2,5%)    | 0 (0,0%)    |
| Хиспаноамериканци | 15 (4,7%)   | 4 (1,4%)    |
| Укупно            | 318         | 286         |